# Martin Suter
Martin Suter (nascut el 29 de febrer de 1948 a Zúric) és un autor suís. Es va fer conegut per la seva columna setmanal Business Class al diari Weltwoche (1992-2004), posteriorment al Tages-Anzeiger, i una altra columna al "NZZ Folio". Les columnes s'han publicat com a nou llibres.
Suter ha publicat catorze novel·les, escrit quatre obres teatrals i set guions, pels quals ha rebut diversos premis
Està casat amb l'estilista Margrith Nay Suter i viu a Eivissa i Guatemala.
Suter va treballar anteriorment com a redactor i director creatiu en publicitat abans de decidir concentrar-se completament en la seva carrera d'escriptor el 1991. Va aconseguir el seu gran avenç amb la seva novel·la Small World el 1997, que va ser publicada per Diogenes Verlag i va rebre el Prix du premier roman. El 2007 va escriure tres texts per Stephan Eicher per al seu àlbum Eldorado : Weiss Nid Was Es Isch, Charly i Zrügg Zu Mir i dos altres el 2012 per L'Envolée.

## Obres
- Jenatsch (1987) Premi al millor guió al XX Festival Internacional de Cinema Fantàstic de Sitges.[3]
- Small World, novel·la, 1997. Small World, (film : Small World)
- Beresina oder Die letzten Tage der Schweiz, dirigida per Daniel Schmid), guió, 1999
- Business Class, recull de columnes, 2000
- Die dunkle Seite des Mondes, novel·la, 2000
- Ein perfekter Freund, novel·la, 2002
- Lila, Lila, novel·la, 2004
- Huber spannt aus, collected columns, 2005
- Der Teufel von Mailand, novel·la, 2006.
- Der letzte Weynfeldt, novel·la, 2008.
- Der Koch, novel·la, 2010.
- Allmen und die Libellen, novel·la, 2010,
- Allmen und der rosa Diamant, novel·la, 2011
- Abschalten, 2012
- Die Zeit, Die Zeit, novel·la, 2012
- Allmen und die Dahlien (Allmen and the Dahlias), novel·la, 2013
- Allmen und die verschwundene María , novel·la, 2014
- Montecristo, novel·la, 2015.[4] Montecristo, transl. by Jamie Bulloch. Harpenden (Herts), No Exit Press, 2016, ISBN 978-1-84344-830-3.
- Elefant, novel·la, 2017,
- Allmen und die Erotik, novel·la, 2018
- Allmen und der Koi, novel·la, 2019
- Alle sind so ernst geworden (amb Benjamin von Stuckrad-Barre), novel·la, 2020